# Општина Белиш (Клуж)
Белиш (рум. Beliş) општина је у Румунији у округу Клуж.
Oпштина се налази на надморској висини од 1042 m.